# Vereinsmünze
Vereinsmünze ist die Bezeichnung für ein Nominal, das nach den Vereinbarungen eines Münzvereins geprägt wird.
Die Vereinsmünze wird von den Mitgliedern des Münzvereins gegenseitig anerkannt. Mit der Vereinbarung der neuen Vereinsmünze geht meist eine Verrufung der bisherigen Vereinsmünzen einher.
Bedeutende deutsche Münzvereine des Mittelalters sind der Wendische Münzverein und der Rheinische Münzverein.
Siehe auch Vereinstaler.